# ドーガ堂
ドーガ堂（どうがどう）は、松竹（衛星劇場）と三井物産の共同出資で2006年3月に設立された企業及びウェブサイトの名称。
携帯電話（iモード）およびインターネット上で動画配信サービスを展開している。
2007年3月19日サービス開始。

## 概要
PPV方式を採用。
各コンテンツの視聴中にCMが流れることはないが、コンテンツを視聴するためには、都度購入する必要がある。
提供されるコンテンツは、出資元が松竹であるため、自社制作のオリジナル作品が多い。
ジャンルとしては、アニメ、イケメン、ドラマ、グラビア、バラエティなど。

## コンテンツ
- アニメ
  - 鴉 -KARAS-
  - シュヴァリエ
  - 天地無用! 地球篇
  - 天地無用! 宇宙篇
- グラビア
  - She
    - 谷桃子
    - 北村ひとみ
    - 安藤成子
    - 折原みか
    - 矢吹春奈
    - 荒木のぞみ
    - 辰巳奈都子
    - KONAN
    - りりあん
    - 松山まみ
    - 湯之上知子
    - 石井めぐる
    - 中村知世
    - 相澤仁美
    - 愛川ゆず季
    - 金田美香
    - 長崎莉奈
    - 小倉優子
    - 浜田翔子
    - 金田美香
    - 末永佳子
    - 小松愛
    - 矢口聖来
    - 佐野夏芽
    - 小林恵美
    - 大網亜矢乃
    - 滝ありさ
    - 伊藤あい
    - 原幹恵
    - 南明奈
    - 橋本愛実
    - 中島唯
    - 井尚美
    - 海川ひとみ

  - ポケデレ
    - 平井絵美
    - 矢部美希
    - 小田ひとみ
    - 小田有紗
    - 清水楓
    - 田中直乃
    - 沢村ユリ
    - 島本里沙

  - 恋色鉛筆
    - 大友さゆり
    - 小泉麻耶
    - 小池里奈
    - 愛衣
    - 小田あさ美
    - 坂田彩
    - 秦みずほ

  - 萌えるレシピ
    - 壁谷明音
    - 黒田としえ
    - 森下悠里
    - 壁谷明音

  - 妹コレクション
    - 朝倉みかん
    - 泉明日香
    - 桃瀬なつみ
    - 三花愛良
    - 河西莉子
    - 葉月めぐ
    - 愛田かんな
    - 植野千尋
    - 山口舞
    - 杉野光希

  - 進め！巨乳探検隊
  - 風子の超巨乳主義！
  - VEGA FACTORY グラビア
    - 眞鍋かをり
    - 大久保麻理子
    - 折原みか
    - 小田有紗
    - 神楽坂恵
    - 七瀬愛
    - 渋谷えり
- イケメン
  - 齋藤ヤスカ
  - 高橋光臣
  - 溝呂木賢
  - 河合龍之介
  - 伊達晃二
  - 馬場徹
  - 滝口幸広
  - チャン・ドンゴン
  - 八神蓮
- ドラマ
  - 絶対やせる 電エース
  - チキン☆デカ（国産）
  - クリアネス
  - 妄想少女オタク系
  - 裏ホラー
- バラエティ
  - 太田和彦のニッポン居酒屋紀行
  - モンド21麻雀プロリーグ
  - 20世紀の名車たち
  - 日本全国SLの旅
  - 松竹芸能ライブ
- 最新映画予告編ムービー